# Kruiselwerk
Kruiselwerk is een gehucht in de gemeente Pekela in de provincie Groningen. Het ligt ten oosten van Nieuwe Pekela.
Sinds de aanleg van de N366 ligt het gehucht tamelijk geïsoleerd. Kruiselwerk dat direct ten noorden van deze weg ligt heeft er zelf geen aansluiting op. Het dichtstbijzijnde dorp is Alteveer, maar dat is sindsdien slechts met een grote omweg te bereiken.
Voor de naam Kruiselwerk bestaan twee verklaringen, de eerste vermoedt dat de naam komt van een krusel een kleine lamp die in het donker door handwerkslieden bij het werk werd meegevoerd. De tweede vermoedt dat de naam uit Oost-Friesland komt en staat voor een bepaald type boerderij, namelijk een boerderij waarbij het woonhuis dwars voor de schuur is geplaatst.
Direct naast het gehucht ligt een grote zandwinningsplas die nog steeds in gebruik is.
Dorpen: Boven Pekela · Nieuwe Pekela · Oude Pekela

Gehuchten: Alteveer (deels) · Bronsveen 

Buurtschappen: Doorsnee · Dwarsdiep · Hanekamp · Hoetmansmeer · Kruiselwerk · Mallemolen · Noodvlucht · Noorderkolonie · Stroobos · Wildeplaats · Zuiderkolonie

Groningen: Steden en dorpen      Nederland: Provincies · Gemeenten